# U registraturi
U registraturi je roman Ante Kovačića, jednog od najznačajnih hrvatskih realista.
Roman je u nastavcima izlazio tijekom 1888. godine i to u časopisu „Vijenac”. Djelo je postalo iznimno popularno još u Kovačićevo doba, a dodatnu popularizaciju u 20. stoljeću stječe istoimena TV serija iz 1974. godine. 

## Općenito o djelu
Roman spada u vrstu „bildungsromana” u kojem se prati životni put nadarenog seoskog dječaka Ivice Kičmanovića. Radnja se odvija u Hrvatskoj u 2. polovini 19. stoljeća. Vremenski kontinuitet pisac prekida retrospektivnim i introspektivnim pripovijedanjem te digresijama.
Uokvirena kompozicija
- na početku romana je neobičan okvir unutar kojega se pripovijeda priča o životu Ivice Kičmanovića.
- U registraturi (u arhivu) kojega vodi ostarjeli činovnik Ivica Kičmanović, razgovaraju prašnjavi spisi.Najvažniji spis, Registar(popis svih ostalih spisa), vodi glavnu riječ i stišava sukobe između "starijih"i "mlađih" spisa. Ton uvodnog dijela je ironičan i satiričan.
- Za riječ se javlja "Životopis Ivice Kičmanovića, mali crnoruhi čovo", koji se nalazio na registratorovu stolu. Objašnjava drugim spisima da želi govoriti jer je registrator napisao "Svemu bit će kraj". Dobiva riječ i tako započinje radnja romana u čijemu je središtu životni put Ivice Kičmanovića.

## Jezik i stil
Kovačić je u ovom svom remek-djelu objedinio čak četiri književno-umjetnička stila i tako stvorio jedno od najsavršenijih romana hrvatske književnosti. Zanimljivo je kako, iako se ovaj roman smatra najboljim romanom hrvatskoga realizma, ne zauzima mjesto stilski i kompozicionalno najsavršenijeg romana hrvatskog realizma. To mjesto pripada romanu Posljednji Stipančići autora Vjenceslava Novaka, koji po svom stilu najbolje objedinjuje sastavnice kako europskog, tako i hrvatskog realizma.
Djelo sadrži mnoštvo latinskih riječi, riječi i sintagmi na njemačkom jeziku, iskrivljenom talijanskom i kajkavštini
Jezik je u funkciji karakterizacije lika. Razlikuje se jezik seoske sredine (zamjetna je pučka etimologija, tj. izvrtanje stranih riječi i prilagođavanje sebi) od gradske sredine (korištenje stranih riječi). Sadrži uzrečice karakteristične za seosku sredinu, birokratski jezik, razgovorni, literarno-polemički i govornički jezik.
Roman ima sličan "Prijanu Lovri" - školovanje seoskog mladića u gradu i uspinjanje na društvenoj ljestvici.
Roman nije tipičan realistički roman; isprepliće se nekoliko različitih stilskih obilježja:
- Romantičarska obilježja:

-sudbinski utjecaj na likove, odmetništvo, trovanja, tajanstvena podrijetla, Laurina družina, spletke, Intrige, baba Huda, misterioznost, tajnovitost, napetost (družina, otmica)
Manifestira se uglavnom kroz digresije o povijesti likova (Mecena, Laura) u djelu, raznoraznih spletki, urota i netipičnih fabula za realizam. Važan element romantizma u djelu je i misteriozna atmosfera i napetost koja se javlja u pojedinim djelovima (epizoda s babom Hudom, ljubavne spletke). Razlog ubacivanja romantičarskih elemenata u djelo hrvatskog realizma je ta što je Kovačić želio, zanimljivijim zapletom romana, privuči čitateljsku publiku. Središte ove cjeline zauzima upravo lik Laure.
- Realistička obilježja:

-analiza društvene stvarnosti, problem društvenog morala, ukazivanje na drušvenu nepravdu, realistički se opisuju seoska i gradska sredina
Najsloženija i najopsežnija cjelina romana je najbolje prikazana kroz sam početak, odnosno djetinjstvo Ivice Kičmanovića. Taj se dio romana smatra najsavršenijim tekstom hrvatskoga realizma i zbog toga se često izdvaja iz knjige i tiska kao neovisna cjelina. Kovačić koristi standardne elemente realizma, začete još u Balzacovim djelima, i na taj način stvara jedno savršeno djelo. Koristi detaljistički opis i Balzacovu "teoriju opisa" u kojem opis prostora uvjetuje raspoloženje likova i samu radnju. Kakav je prostor, takvi su i likovi, te obrnuto. Kovačić također vrlo minuciozno analizira društvenu stvarnost i primijenjuje analitičku metodu, a fabularno se dosljedno drži načela tipičnosti. On detaljno analizira svoje likove i to psihološki, moralno i socijalno, stvarajući tako vrlo složene likove. Kroz ovaj je sloj također vjerno prikazana razlika između sela i grada.
- Naturalistička obilježja:

-postupci su rezultat podrijetla, tj. biološke motivacije (biološka predodređenost) Laure npr., zatim prikaz masovnih scena (seoska tučnjava), estetika ružnoće (Ferkonja)
Najjači element naturalizma je biološka determinacija likova koja je najočitija kroz likove Mecene i Laure. Mecena je plod preljuba i podle ljubavne spletke i time je, prema Zolinim načelima naturalizma, automatski predoređen da bude gad, što se i pokazuje u epizodi s Dorom. Iz te epizode, u kojoj Mecena siluje "gizdavu vilu Doricu", nastaje Laura, kojoj je porijeklo automatski odredilo i njezinu budućnost. Još jedan važan element naturalizma u djelu je i snažna primjena estetike ružnoće koja se najbolje ocrtava tijekom Kovačićeve destrukcije svojih likova u kojoj on do temelja uništava i poružnjuje svoje ženske likove. Ista ta estetika primijenjena je na liku Ferkonje, ali i na opisu ubojstava Laure i njezine bande hajduka.
- Modernistička obilježja:

-odstupanja od kronološkog prikazivanja zbivanja, subjektivan odnos prema vremenu, neobična uokvirena kompozicija, introspekcije
Modernistički elementi djela najmanje su prisutni, ali opet iznimno značajni jer nisu služili kao ukomponiranje već postojećih stilova u roman, već kao najava stila koji će uslijediti. Upravo je u tome ležala Kovačićeva genijalnost, ali i genijalnost samog ovog djela. Modernizam se uglavnom manifestira kroz raznorazne retrospekcije u djelu, ali i vrlo nepravilan vremenski slijed romana, ali i preko neobično uokvirene kompozicije, te subjektivnog odnosa prema vremenu
Autobiografski elementi
-i pisac i Ivica završavaju tragično, seoski život, pisac završava pravni fakultet, a Ivica ne uspijeva završiti.
Iako autobiografski elementi nisu dominantni toliko da bi se roman mogao nazvati autobiografskim, njihova prisutnost nije zanemariva. Kovačić je, kao i Ivica, bio seosko dijete koje je bilo iznimno nadareno i zbog toga je, na poticaj lokalnih odgajatelja, poslan na obrazovanje u velika mjesta. Kovačić je svoj studij prava završio, a Ivica je godinama na tome radio. Ivica je do kraja svog života radio kao pravnički službenik, točnije registrator, dok se Kovačić vucarao po odvjetničkim uredima, nikada ne pronalazeći pravo zadovoljstvo u svome poslu. Obojica "likova" završavaju svoj život nezadovoljno i tragično. Dok je Ivica izgorio među svojim dragim registrima, Ante Kovačić je završio u mentalnoj ustanovi u Stenjevcu. Kovačić je svoj roman, a tako i njegov kraj, dovršio 1888., samo godinu dana prije vlastitog odlaska u Stenjevec.

## Likovi
Likovi se dijele na likove seoske sredine i likove gradske sredine.
- seoski likovi (Ivičina obitelj, obitelj susjeda Kanonika, obitelj Medonić, seoski učitelj)
- gradski likovi (Mecena, Laura, Ferkonja) 
Likovi iz seoske sredine su prikazani s više dobrih nego loših osobina(npr. ogovaranje, primitivni, svadljivost, spletkaroši, zaostalost npr. u pogledu škole; postupak karakterizacije kojim se Kovačić koristi pri njihovoj karakterizaciji je humor (ismijavanje + razumijrvane)
Likovi iz gradske sredine prikazani su dosta negativno (npr. moralna iskvarenost = Laura, pojava poluinteligencije = Mecena, poeta Rudimir Bombardirovič Šajkovski kojemu je pravo ime Imbrica Špiček); u njihvom opisu Kovačić koristi ironiju (Mecena) i grotesku (Imbrica).
Kao iznimno složen roman, U registraturi obiluje likovima različitog kalibra i tipa. Iako je svaki od likova u ovom djelu poseban, ono što je sam Kovačić želio naglasiti je snažna polarizacija likova sa sela i iz grada. Tako su njegovi seoski likovi uglavnom pozitivni, vrlo druželjubivi, no ipak imaju svoje mane od kojih je najočitiji upravo taj seoski moral. Kovačić je iznimno kvalitetno prikazao psihologiju sela kroz njegove pozitivne (druželjubivost, spremnost ka pomoći, svojevrsna doza nevinosti i naivnosti), ali i negativne (tračevi, zavist, svađe i interne spletke) strane i tako dobro ocrtao svoj vlastiti rodni kraj. Likovi iz grada uglavnom nemaju pozitivnih strana i Kovačić ih prikazuje kao moralno iskvarene "spodobe" željne samo vlastitog užitka i ne obazirući se na želje drugih kako bi to postigli. 
IVICA KIČMANOVIĆ
= glavni lik romana, mladi seoski đak koji odlazi u grad kako bi se obrazovao. Kao dijete, on je neiskvaren, naivan i optimističan. Najbolji je učenik u selu i zbog toga uživa simpatije učitelja i župnika. Po dolasku u grad njegovo obrazovanje pati jer mora biti sluga Meceninom slugi, kumordinaru Žoržu. U gradu se Ivica moralno kvari, postaje zreliji, iskusniji i uviđa raznorazne strahote i grozote koje veliki grad nosi sa sobom. No, iako ga to moralno kvari, on do samoga kraja zadržava dozu nevinog seoskog dječaka, koja se ne pokazuje jedino zbog zasićenja i općeg nazedovoljstva pri samom kraju romana. Kroz Ivicu je Ante Kovačić iznio dobar dio svog vlastitog života. Ivica Kičmanović je također, što i jest simbolika njegovog imena, prikazan kao jedini "kičmenjak" među skupinom "beskičmenjaka", jedini koji uspijeva stvoriti vlastiti stav i njega se, u ovoj ili onoj mjeri, držati do kraja.
= tip siromašnog intrligentnog dječaka koji zbog socijalne motivacije (neimaština,ogovaranja,stereotipi) ne uspijeva na putu školovanja
= jako inteligentno dijete, što su zamijetili svećenik i učitelj 
= smeten, zbunjen pri prvom susretu s Laurom. Obratila mu se kao da je starija od njega, kao da joj je podređen što on i osjeća 
= bio dosta pasivan, tako da je Laura i odredila njegovu sudbinu, tj. ona je razlog zašto na kraju Ivica tragično završava 
= simbolika: "kičmanović" - ljudi koji imaju kičmu, tj. imati svoje mišljenje, znati se postaviti, "Ivica" - tipično hrvatsko ime u Zagorju 
= nadimak mu je Vanča 
LAURA
= fatalna žena(žene koje mogu upropastiti život, a očaravaju ljepotom) u djelu, glavni predstavnik gradske sredine i, uz Ivicu, najvažniji lik u djelu. Ona se prikazuje kao predivna žena, ideal ljepote i tijekom djela ona sama pokazuje tu svoju dominantnost. Ona je sposobna zavesti svakoga, te tako i sam Ivica, uz brojne druge likove, pada pod njezin utjecaj. Iznimno je kompleksan lik i do samoga kraja se ne otkriva njezino pravo stanje svijesti, čemu doprinosi činjenica da je izvrsna glumica. Jedini koji se uspio osloboditi tog njezinog utjecaja bio je upravo Ivica, čime se pokazuje snaga tog lika, što je izazvalo bijes i osvetničku želju kod, tada već, hajdučice Laure, koju će i ostvariti tijekom "krvave svadbe". Simbolika Laurinog imena dolazi još iz renesanse, iz Petrarcinog Kanconijera i njegove idealne žene Laure. Upravo je tako Kovačić zamislio svoju Lauru da bi ju na kraju, što u ovoj ili onoj mjeri radi sa svim svojim ženskim likovima, razorio do temelja.
= tip fatalne žene, simbol nemorala grada i kobnog utjecaja na Ivicu
= prijetvorna i zla
= upropastila Ivičin život, fatalna je za Ivicu (protjeran je), za Mihu (ubijen), za Ferkonju i Mecenu (zapalila mu kuću i ubila ga)
= lik intriganta--zapliće radnju i dolazi do neočekivanih događaja
= upoznajemo ju u Meceninom domu gdje doznaje da je njegova kći. S njim počinila rodoskvrnuće. Ona je njegova "pogreška iz mladosti". Njezina prava majka ju je rodila nakon što ju je Mecena silovao (poslije je poludjela te je pripala obitelji koja je imala novca, malo boljeg imovinskog stanja)
= nije imala lijepo djetinjstvo jer je skoro bila silovana te se zapravo cijelo vrijeme pokušava osvetiti muškarcima
= u 2.dijelu romana odlazi na selo gdje je živjela s Ivicom. Njihovu kuću zvali su "kapelica" jer je bila uredna, lijepa, sazidana. Prema ostalima se ponašala kao prema podanicima. Kako nije bila vjenčana s Ivicom, a žive zajedno, ljude iz sela je to smetalo. Uopće se nije pokušavala prilagoditi toj sredini što je pak Ivicu smetalo. On se onda vratio u grad kako bi završio studij, a Laura je ostala na selu.
= dok je Ivica bio u gradu, njoj je na selu bil dosadno pa je pošla za Mihom koji je na kraju stradao kao i njegova žena Justa Medonićeva. Ferkonja joj je u tome pomogao, a onda je i on stradao od njezine ruke.
= Ivica shvaća da život s Laurom nema smisla vidjevši svoju budućnost u naručju druge žene-Anice. Laura tada postaje hajdučica
MECENA
= tip lažnog mecene
= "dobrotvor"
= najpokvareniji lik u djelu
= predstavnik ljudi koji žive u gradu
= razbudni starac
= Ivičin dobrotvor, najpokvareniji lik u djelu. Rođen je kao plod bračnog preljuba i na taj je način biološki determiniran da bude "gad". Živio je u obilju i zbog toga je koristio sve što mu se pružalo, pa čak i ono što mu se nije prožalo (epizoda sa silovanjem Dore). U starosti se povlači u miran život i 10 godina za redom biva biran za predsjednika jednog dobrotvornog društva. Iako je glup i poprilično primitivan, svi imaju visoko mišljenje o njemu upravo radi njegovog statusa i imetka, što ponajviše govori o korumpiranom gradskom moralu i cjelokupnoj, truloj, društvenoj situaciji u gradu. Prema Ivci se odnosi s visoka i poprilično brutalno, te ga na koncu potjera iz svoga doma. Također služi i kao Laurin patron, ali se u nju zaljubljuje i ona mu postaje ljubavnica, jedna od mnogih. Nakon Ivičinog odlaska Laura, kako bi se oslobodila Mecene, stavlja otrov u njegov lijek i ubija ga. Kasnije saznaje kako je on njezin pravi otac.
KUMORDINAR ŽORŽ
= tip pogospođenog seljaka (kaputaš)
= seljak koji je otišao u grad i zaposlio se kod Mecene kao sobar
= "kamerdiner (franc. sobar)" - seljaci iskrivili riječ prilagodivši je sebi tako da je ispalo "kumordinar" (seljaci ne znaju što je to)
= bitan mu je položaj u društvu i ugled
= nazvan je "mastibrkan" (voli se najesti i napiti) i pravi se gospodinom svojim vanjskim izgledom (kicoš je:nagomilava prstenje na ruke i to preko rukavica) koju izvlači iz ropotarnice(seljaci tu ostavljaju staru robu u škrinjama)
= želi pokazati da je "bogat", tj. pravi se bogatim u selu, a kod Mecene u gradu gdje radi je običan sobar
= ivičin rođak, seljak koji odlazi u grad i zapošljava se kao Mecenin sobar. Umišljen je i uvelike pati od društvenog položaja, tako da mu divljenje priprostih seljaka koje nastaje kada on u svojim jeftinim sobarskim odijelima dođe u selo iznimno godi. Odan je Meceni (kojeg naziva luštrišimuš), te tu svoju odanost pokazuje čak i nakon njegove smrti. Prema Ivici se odnosio poprilično brutalno i zanemarivao je njegove školske obaveze, učinivši ga svojim osobnim robom. Kasnije se poprilično mijenja i postaje puno prisniji s Ivicom, te ga čak udomljuje i nudi mu besplatan boravak (što ovaj doduše odbija) u svom novom domu. Lik kumordinara (što je zapravo iskrivljenica riječi kamerdiner - Žorž je ipak bio nepismen) je poprilično karikiran, te se uz lik "pojete" Šajkovskog javlja kao najkarikiraniji lik u djelu. Istovremeno je i tragičan (radi njegovog lažnog sjaja, deplarisane taštine i lažne nade o značaju), ali i komičan lik koji na koncu ipak pokazuje da je pripadnik sela, koje je pozitivnije ocrtano u djelo, a ne grada.
JOŽICA KIČMANOVIĆ
= samo on ima prihode i to od svirke na svadbama, muzikaš je
= svadljiv, voli popiti, voli se zabavljati, veseljak,druželjubiv
= Ivičin otac i lokalni muzikaš. Zbog njegovo veselog i, kako kaže Kanonik, neradničkog karaktera dobio je nadimke Zgubidan i Muzikaš. Jožica je inače vrlo brižan otac i brine se za svog sina u svakom trenutku, te ga, dok boravi u gradu, redovito posjećuje. Iako je u određenim trenutcima pokazao ljutnju prema Ivici i nekim njegovim postupcima, brzo mu oprosti, čime pokazuje neizmjernu ljubav prema njemu. Također je jedan od rijetkih seoskih "mužeka" koji pokazuje izniman respekt prema svojoj supruzi, koju također iznimno voli i cijeni. Tijekom "krvave svadbe" hrabro je stao u obranu svog sina i njegove supruge, no poginuo je od strane hajdučke puške, zajedno s mnogim svojim prijateljima.
KANONIK 
= "kanonik" znači svećenik
= voli puno propovijedati drugima, širiti tračeve.
= svađa se s Jožicom
= rekao za Ivicu da će se "udvospoliti" (ako ode u grad na školovanje), tj. da tada neće biti ni seljak, ni gospodin.Da je Ivica ostao na selu, vidjela bi se podjela rada između žena i muškaraca, a u gradu se to baš i ne vidi.
= mali, debeli, nabijeni susjed obitelji Kičmanović koji živi na susjednom brdu. Konstantno se svađa s Jožicom, ali isto tako se i s njim miri. Jedan je od najnegativnijih primjera seoskog morala jer gotovo uvijek započinje tračeve i glasine koji štete ugledu njegovih susjeda i prijatelja. Jožica ga u tom svojstvu često spominje i kritizira. Sve nade položio je u priglupoga sina Mihu, te ga je i oženio Medonićevom kćeri Justom samo kako bi se domogao imetka. Veliki je ulizica, ali i oštar protivnik obrazovanja, te često kritizira Jožicu i podbada ga što je Ivicu poslao na školovanje u grad. Pogiba tijekom "krvave svadbe" tijekom hrabre obrane svoje kćeri Anice i njezinog supruga.
FERKONJA
= najnakaradniji lik djela, ružni slijepac koji je bio Laurin "brat" dok je boravila s njegovom obitelji. Iako ju je ispočetka tretirao kao bezvrijedni predmet, počela mu se sviđati i promijenio je svoj odnos. Tijekom jednog "izleta" u šumu pokušao ju je silovati, ali ona mu je pobjegla. Ferkonja se djelo ponovo vraća kao Mihin poslovni partner i odmah nastavlja sa svojim naumom da Laura bude njegova. Vidjevši korist u svemu tome, Laura mu se poda, a ovaj joj zauzvrat pristane pomoći ubiti Mihu. Nakon toga su njih dvoje otišli u hajduke, te ga je Laura, dok su tražili Mihin novac kojeg su sakrili, ubila i tako se riješila još jednog problema. 
MIHA
= Kanonikov priglupi i primitivni sin koji postaje jedan od najuspješnijih trgovaca u selu
= oženio se Justom Medonić koja baš i nije bila lijepa, ali je bila bogata - zbog bogatstva se njome oženio, no ubrzo započinje aferu s Laurom koja je na koncu rezultirala njegovom smrću.
PERO
= Mihin mlađi brat, mlad, krhak i neobičan dječak
= utjelovljenje dječje nevinosti i dobrote, te je, unatoč svojem neučenju i ravnodušnom stavu, pridobio simpatije učitelja (koji iz istog razloga nije volio Mihu). Njegovao je prijateljski odnos s Ivicom, no kada je Kanonik zabranio Ivici da se druži s njegovom djecom, Pero je poslušao svog oca, iako bi mu ponekad dobacio nekakav pogled koji bi značio što ćeš, tako je kako je
= preminuo je još kao dijete i njegov je sprovod prikazan kao jedan od najtužnijih trenutaka knjige.
ANICA
= Kanonikova kći i Ivičina žena.
= dok je bila dijete igrala se zajedno s Ivicom, a kasnije joj se počeo sviđati. Ivica joj je uzvratio ljubav i ubrzo ju zaprosio. Jedno je vrijeme služila kod Laure u "kapelici", no onda je otišla u grad gdje je završila kod jedne starice koja ju je prodala kao prostitutku. Igrom slučaja završila je u lokalu Žorža i njegove supruge, gdje ju je ova prodala jednom gostu koji ju je želio iskoristiti. Kako je tu boravio Ivica, tijekom noći je čuo njezine krikove i spasio ju, usput pošteno izudaravši tog starca i Žorževu suprugu. Ubrzo se vraća u selo i udaje za Ivicu, no Laura i njezini hajduci ju otimaju, kao osveta koju je Laura obećala Ivici. Laura ju je kasnije ubila, ostavila ispod hrasta i kao najbrutalniji čin cijele otmice, odrezala joj grudi
= Anica je bila jedina djevojka koju je Ivica volio. Njegov odnos prema Lauri više se može pripisati njezinim sposobnostima i zapravo je to bila čista opčinjenost Laurinom pojavom, dok je između Ivice i Anice izbila prava, iskrena i nevina ljubav koja je na koncu završila tragično.
DORA
= ženski lik koji se pojavljuje u epizodi iz Mecenine prošlosti. Bila je najljepša žena u selu i meta brojnih udvaranja, no na koncu je ipak izabrala radišnog seljaka Matu Zorkovića. Nakon toga su udvaranja prestala, no jedino je Mecena želio dobiti ono što je naumio, zaobilazivši nepisana seoska pravila. Namamio ju je kako bi joj pomogao, no na koncu ju je silovao, što je uzrokovalo njezin psihički slom. 
= Kovačić je Doricu, od svih svojih ženskih likova, najviše uništio, uništivši ju prvo tjelesno (silovanje), onda psihički (ludilo) i na kraju fizički (ožiljak od požara). Dora je na koncu potpuno poludila i počela lutati selima. Iz tog je silovanja Dora i zatrudnjela, a plod trudnoće bila je Laura koja joj je oduzeta i predana drugoj obitelji.
CRNI JAKOV
= Mecenin sluga iz mladih dana. Bio je jedan od Dorinih udvarača, no ova ga je odbila, zbog čega se zakleo na osvetu. Sudjelovao je u kreiranju spletke kako bi namamio Doru kod Mecene, a kasnije ju je i sam silovao kako bi se osvetio zbog odbijanja. Pokazao se kao iznimno pokvaren i nizak, a njegov servilni odnos prema Meceni graničio je s fanatičnom odanošću, ali jedino jer je u svemu tome vidio vlastitu korist i mogućnost vlastite osvete. Nakon ubojstva tata Mikule, sa sobom je nosio pušku, no ni to mu nije pomoglo jer ga je osveta seljaka Mate ipak na kraju dočekala.
ŠKOLNIK
= učitelj koji dolazi u selo kako bi obrazovao djecu. Iako nudi dobro obrazovanje, strog je i kažnjava neke od svojih učenika. Vrlo je rano uočio Ivičinu nadarenost i poticao ga je na daljnje učenje, te ga je na koncu i otpratio u grad. Tijekom Ivičinog boravka u gradu napustio je, zajedno s tadašnjim župnikom, selo i otišao u nepoznati kraj.
RUDIMIR BOMBARDIROVIČ ŠAJKOVSKI
= pravo ime mu je Imbrica Špiček, a ovo si je dao sam jer je zvučno
= "pjesnik"
= tip pogospođenog seljaka
= nastoji se dodvoriti Meceni o u tom veličanju se izgubio
BABA HUDA
= poseban lik u djelu, koji je spada ni u gradsku ni u seosku cjelinu
= Huda je samotnjak i živi negdje daleko u šumi, poprilično udaljena od bilo kakve naznake civilizacije
= kod nje se okupljaju razni bolesnici i nakaze kako bi im ona, pomoću magije i raznoraznih čarobnih pripravaka, dala lažnu nadu u oporavak
= ona pronalazi i spašava Lauru iz šume, te se brine za nju na određeno vrijeme, kada ju šalje jednoj svojoj poznanici, koja ju na koncu dovodi u Meceninu kuću
= najmisteriozniji je lik u cijelom djelu i pozadina tog lika jako je šturo objašnjenja, što ovaj lik čini jednim izrazito romantičarskim likom. Baba Huda je tajanstvena i zatvorena, što nije tipično za detaljno ocrtane likove realizma, već za misteriozne, pomalo demonske likove prisutne u skoro svim djelima romantizma.

## Registri--pojašnjenje
Kovačić u svom djelu također uvodi i vrlo neobičan postupak za realizam, načelno bliži romantizmu i modernizmu, a to je razgovor registara. Spisi, odnosno registri, u Kičmanovićevom registratorskom uredu, u kojem već ostario radi s jednim namještenikom, u nekoliko navrata postaju živi i komentiraju raznorazne događaje. Ovaj postupak oživljavanja neživih bića potpuno je atipičan i mogao se naći samo kod prijelaznih pisaca, kao što je bio Gogolj, ali ne i kod zrelih realista.  
Razlozi koje je Kovačić imao da uvede ovakav postupak su raznoliki. Jedan od njih sigurno je bio kako bi prikazao sukob starih i mladih naraštaja (što se vrlo suptilno odražavalo na sukob starih, narodnjačko-unionistučkih političkih pravaca s mladim, pravaškim strujama) preko konflikta između starijih i novijih registara. U samom djelu, prema fabuli koju je Kovačić koristio, nije bilo previše prostora za ocrtavanje tog konflikta. 
Drugi razlog bio je osvrt na aktualnu političku situaciju. Ponovo, fabula koju je koristio nije dozvoljavala takav "izlet" (jer ipak, činjenica da je ubacivao i romantičarske elemente govori da je želio pridobiti čitateljsku publiku, koju političkim pamfletima i esejima nije mogao privuči, što je prije njega objasnio već Šenoa), pa je Kovačić, kao predani starčevićanac, na drugi način morao dati osvrt na stanje u zemlji. Najbolji primjer ovoga su sukobi registara oko političkih struja, ali i korištenja jezika, u kojem stari registri govore još uvijek latinskim (koji je bio službeni jezik u Saboru do 1847., pa opet do 1860. kada Franjo Josip I. usvaja zahtjeve bana Šokčevića za hrvatskim jezikom) i slave taj jezik, dok se noviji registri zalažu za korištenje hrvatskog jezika. 
Treći razlog bio je i osvrt na književno-umjetničku situaciju u zemlji. Već je August Šenoa u svom djelu Naša književnost raspravljao o ulozi i utjecaju književnosti na narod i narodno prosvijećenje, te je predlagao značajne reforne hrvatske književnosti kako bi se postigao veći sklad i kako bi se stvorila čitalačka publika (treba napomenuti kako je upravo Šenoa i stvorio hrvatsku čitalačku publiku, prvu nakon Iliraca i njihovih čitaonica). Kovačić je slijedio ta nečela u svome djelu, ali je i preko razgovora registara dao svoj komentar. Stari registri slavili su Vergilija, Horacija i Ovidija, odnosno starorimske, latinske pisce uzdižući njihovo djelovanje, time u velikoj mjeri negirajući hrvatsko književno stvaralaštvo. Mladi registri se tome suprotstavljaju i zalažu se za razvoj hrvatske književnosti, što je bio i Kovačićev osobni stav. Također je činjenica kako Kovačić ovime nije želio umanjiti značaj starorimskih pisaca, ali je, slijedeći Šenou, želio naglasiti važnost razvoja narodne književnosti. 
Na kraju treba još zaključiti kako se sva tri, ključna, razloga na koncu ipak svode na jedan, a to je onaj prvi - sukob starog i mladog, odnosno sukob starih svjetonazora i novih. Kroz političku debatu ogleda se Kovačićeva kritika narodnjaka i unionista i hvala pravaša, dok se preko književne debate ogleda sukob pobornika starih književnih načela i novih, koja se zalažu za snažan razvoj narodne književnosti. Iako su ovi odlomci dosta često zanemarivani jer odudaraju od glavne fabule, imaju izniman značaj, ne samo za samo djelo, već i za oblikovanje i razumijevanje Kovačićevih svjetonazora i bolje razumijevanje njegove ličnosti.

## Kratak sadržaj
Glavni lik je Ivica Kičmanović, sin seljaka Jožice, veseljaka koga su zbog sviranja u seoskom "orkestru" seljani nazivali "Zgubidanom". Njihov najbliži susjed, zdepasti "Kanonik", imao je kćer Anicu i sinove Peru i Mihu, a kako su Jožičina djeca bila bistrija, razvi se zavist i suparništvo. Ivica odlično završi osnovnu školu i uz pomoć Mecene nastavi se školovati, živeći u kući svoga dobrotvora, kod njegova "kumordinara " Žorža. Mecena je neženja, bogat, maglovite prošlosti: ima na duši živote nekolicine ljudi kojih je smrt posredno skrivio pošto je obeščastio lijepu seljanku Doru. Kad je Ivica navršio devetnaestu godinu, k Meceni se doselila Laura, njegova rođakinja, djevojka čudne prošlosti i još čudnije budućnosti. Međutim, Ivica ustanovi da je ona Mecenina ljubavnica pa se i sam s njom splete, zbog čega ga Mecena otjera iz svog dvorca. Ivica se vrati kući gdje ga opet dočeka zavist obitelji susjeda "Kanonika", kojega je sin Miha bogatom ženidbom obogatio. Mecenu je u međuvremenu Laura otrovala i opljačkala, saznavši nakom toga iz jednog pisma da joj je on zapravo otac, a suluda davno obeščašćena Dora - mati. Laura potraži Ivicu i pomogne Jožici da izgradi novu kuću. Seljani su ih ogovarali zbog divljeg braka ali Laura se neće lišiti slobode pa radije pošalje Ivicu natrag da završi školovanje, a sama nastavi živjeti s Mihom, sve dok njegova žena Justa ne preminu u neobjašnjivim okolnostima, uz asistenciju Laure. Ivica spozna da je Laura zločinka i želi se vjenčati s "Kanonikovim" kćerkom Anicom, kojoj nađe službu kod neke gospođe, gdje je i sam radio kao instruktor. Laura u dogovoru sa svojim novim ljubavnikom Ferkonjom udavi i Mihu, pokrade Mihin novac i pobjegne, ali kod podjele plijena ubije i Ferkonju. Hajdučica Laura ipak želi ponovno osvojiti Ivicu, a kad je ovaj odbije ona s razbojnicima provali na njegove svatove i pobije ih redom: Ivičinu majku, oca Jožicu, "Kanonika", otme Anicu te je u šumi unakazi tako da joj odreže grudi. Ivica je preživio pokolj, pa ranjen svjedoči na sudu protiv Laure koju napokon strijeljaju. Iz njezinih grudi ne kanu ni kap krvi. Ivica se počinovniči, postane registratorom, ali ubrzo poludi, zapali sve spise i sam izgori u tom požaru.